# 1550 Tito
1550 Tito eller 1937 WD är en asteroid i huvudbältet, som upptäcktes den 29 november 1937 av den serbiske astronomen Milorad B. Protić vid Belgrads observatorium. Den har fått sitt namn efter Josip Broz Tito.
Asteroiden har en diameter på ungefär 11 kilometer.